# Нитигисий
Нитигисий (лат. Nitigisius, исп. Nitigisio; VI век) — епископ Луго во второй половине VI века.

## Биография
В списках глав епархии Луго Нитигисий стоит третьим вслед за жившим в первой половине V века Агрестием. В исторических источниках отсутствуют сведения о местных епископах вплоть до второй половины VI века. Тем не менее, вероятно, после завоевания Галисии арианами-свевами и создания там ими королевства, епархия с центром в городе Луго сохранила своё существование, но утратила статус митрополии, став суффраганом Брагской архиепархии. О галисийских иерархах упоминается снова только в 561 году, когда на Первом Брагском соборе, созванном при поддержке короля Ариамира, был утверждён переход свевов из арианства в ортодоксальное христианство.
О ранних годах жизни Нитигисия сведений в исторических источниках не сохранилось. Не известна и точная дата избрания Нитигисия на епископскую кафедру. Его имя отсутствует в актах состоявшегося в Луго в 569 году церковного собора, на котором было решено возвысить местную епархию до уровня митрополии. В качестве суффраганов ей были отданы епархии Асторги, Бритоньи, Ирии, Оренсе и Туя. На этом основании предполагается, что Нитигисий был возведён в епископский сан вскоре после этого (может быть в 570 году). Он уже точно был епископом в 572 году, когда упоминается о его участии во Втором Брагском соборе, на котором обсуждались вопросы церковной дисциплины. Здесь же присутствовали и суффраганы епархии Луго: епископ Андрей из Ирии, Витимир из Оренсе, Полемий из Асторги, Анила из Туя и Майлок из Бритоньи.
Вслед за церковным собором в Браге Нитигис в Луго также провёл синод. В нём участвовали не только его суффраганы, но и посланцы папы римского. На этом соборе король Ариамир подтвердил возведение епархии Луго в ранг митрополии. Акты Второго Лугского собора не сохранились, но о его решениях известно из трудов Мартина Брагского.
Нитигисий был адресатом написанного незадолго до 575 года послания Мартина Брагского, в котором тот, ссылаясь на церковную традицию, отстаивал свои права на митрополию над епархией Луго.
Королевство свевов было захвачено в 585 году правителем вестготов Леовигильдом. Являясь ярым исповедником арианства, король начал притеснения духовенства завоёванных земель, в большей части бывшего приверженцами ортодоксии. Коснулись репрессии и Нитигисия: он был сослан, а главой епархии Луго стал арианин Бекила.
Однако уже в следующем году Леовигильд скончался, а его преемник Реккаред I на Третьем Толедском соборе в 589 году отрёкся от арианства и стал сторонником ортодоксии. На синоде Бекила клятвенно отказался от своих арианских убеждений и был прощён. Об участии Нитигисия в Третьем Толедском соборе не упоминается, хотя известно, что к тому времени он уже возвратился из ссылки в Луго. Возможно, присутствовать на этом собрании иерархов всего Вестготского королевства ему помешал преклонный возраст.
О том, кто возглавлял епархию Луго после собора 589 года, Нитигисий или Бекила, в средневековых исторических источниках не сообщается. Возможно, что какое-то время в Луго, также как и в некоторых других епархиях бывшего Свевского королевства, было два епископа. Предполагается, что Нитигисий и Бекила вскоре скончались. Кто был следующим епископом Луго, также точно не установлено. В списках глав епархии таким иерархом назван Васконий, деятельность которого датируется второй третью VII века.